# العلاقات المارشالية الساموية
العلاقات المارشالية الساموية هي العلاقات الثنائية التي تجمع بين جزر مارشال وساموا.

## مقارنة بين البلدين
هذه مقارنة عامة ومرجعية للدولتين:
| وجه المقارنة                                              | جزر مارشال                     | ساموا                        |
| --------------------------------------------------------- | ------------------------------ | ---------------------------- |
| المساحة (كم2)                                             | 181                            | 2.84 ألف                     |
| عدد السكان (نسمة)                                         | 53.13 ألف                      | 196.44 ألف                   |
| الكثافة السكانية (ن./كم²)                                 | 29.35 ألف                      | 69.17                        |
| العاصمة                                                   | ماجورو                         | أبيا                         |
| اللغة الرسمية                                             | لغة إنجليزية، اللغة المارشالية | لغة إنجليزية، اللغة الساموية |
| العملة                                                    | دولار أمريكي                   | تالا ساموي                   |
| الناتج المحلي الإجمالي (بليون دولار)                      | 199.40 مليون                   | 856.63 مليون                 |
| الناتج المحلي الإجمالي (تعادل القوة الشرائية) بليون دولار | 207.25 مليون                   | 1.15 مليار                   |
| الناتج المحلي الإجمالي الاسمي للفرد دولار أمريكي          | 3.38 ألف                       | 3.94 ألف                     |
| الناتج المحلي الإجمالي للفرد دولار أمريكي                 | 3.80 ألف                       | 5.79 ألف                     |
| مؤشر التنمية البشرية                                      |                                | 0.702                        |
| رمز المكالمات الدولي                                      | +692                           | +685                         |
| رمز الإنترنت                                              | .mh                            | .ws                          |
| المنطقة الزمنية                                           | ت ع م+12:00                    | ت ع م+13:00                  |

## منظمات دولية مشتركة
يشترك البلدان في عضوية مجموعة من المنظمات الدولية، منها:
| علم المنظمة | اسم المنظمة                                 | تاريخ انضمام جزر مارشال | تاريخ انضمام ساموا |
| ----------- | ------------------------------------------- | ----------------------- | ------------------ |
|             | تحالف الدول الجزرية الصغيرة                 | ?                       | ?                  |
|             | البنك الدولي للإنشاء والتعمير               | 21 مايو 1992            | 28 يونيو 1974      |
|             | بنك التنمية الآسيوي                         | 1990                    | 1966               |
|             | يونسكو                                      | 30 يونيو 1995           | 3 أبريل 1981       |
|             | الاتحاد الدولي للاتصالات                    | 22 فبراير 1996          | 7 أكتوبر 1988      |
|             | مؤسسة التمويل الدولية                       | 23 سبتمبر 1992          | 28 يونيو 1974      |
|             | منظمة الشرطة الجنائية الدولية               | ?                       | ?                  |
|             | مؤسسة التنمية الدولية                       | 19 يناير 1993           | 28 يونيو 1974      |
|             | الأمم المتحدة                               | 17 سبتمبر 1991          | 15 ديسمبر 1976     |
|             | مجموعة دول أفريقيا والكاريبي والمحيط الهادئ | ?                       | ?                  |
|             | منظمة حظر الأسلحة الكيميائية                | ?                       | ?                  |